# Инкерманский камень

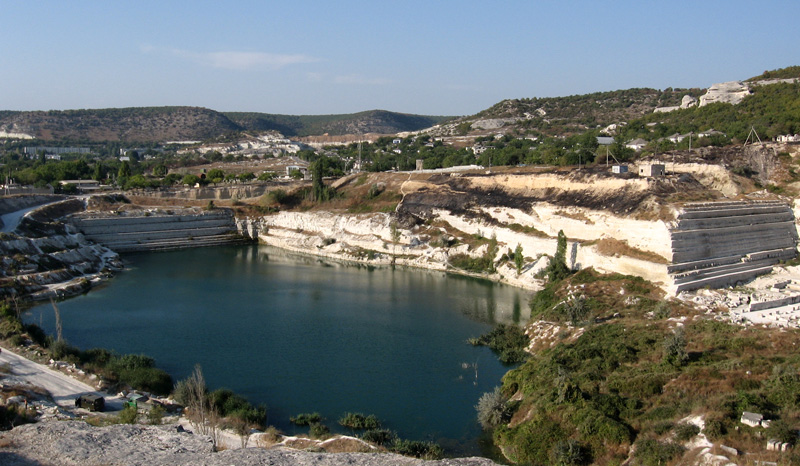
Затопленный карьер по добыче инкерманского камня

Инкерма́нский ка́мень (Альминский, Бодракский) — мшанковый известняк названный по карьеру в окрестностях Инкермана, из которого сложены куэсты Внутренней гряды. Легко поддаётся обработке. Инкерманский камень с античных времён широко использовали в строительстве, вывозили в древний Рим. По своим строительным и архитектурным свойствам инкерманский камень прочный, мягкий, однородный, монолитный, обладает теплоизоляционными свойствами. Он долговечный, хорошо сохраняет кромку в отёсанных изделиях. Благодаря свойствам инкерманского камня стало возможным строительство пещерных городов и монастырей Крыма в полосе от Севастополя до междуречья рек Альма и Бодрак.
Из инкерманского камня сложены многие здания в Севастополе, его использовали также в Александрии, Марселе.